# Rosemary Zimu
Rosemary Ntomthini Zimu (Joanesburgo, 15 de abril de 1993), mais conhecida como Rosemary Zimu, é uma atriz, cantora e compositora sul-africana. Ela é mais conhecida por seus papéis em filmes como Isidingo, Savage Beauty, Shadow (2019), Champagne (2014) e Scandal!. Em maio de 2022, Zimu fez sua aparição na série Savage Beauty da Netflix, ao lado de Nthati Moshesh e Jesse Suntele.

## Carreira
Desde a infância, ela se interessou por teatro, canto, e atuação. Mas em 2014, Rosemary começou sua carreira no filme sul-africano Champagne, uma produção da Nollywood, aos 21 anos. Em 2018, ela passou a integrar o elenco do filme Wena Wedwa, do canal Mzansi Magic, e no ano de 2019, ela também apareceu na primeira série sul-africana da Netflix, Shadow.
Depois disso, ela apareceu em várias novelas sul-africanas como Ilangatje (2018), Insidingo (2018–2019), Generations (2019–2020) e Scandal!. Em 2022, ela conseguiu um papel importante em Savage Beauty da Netflix, onde desempenhou o papel de Zinhle. Em 2023, ela apareceu em um filme chamado Nine, que foi exibido no Festival de Cinema de Joanesburgo e no renomado Festival de Cannes em 2024. Ela fez uma nova aparição marcante na segunda temporada de Savage Beauty em 2024.
Além da sua carreira na atuação, Rosemary também se destacou na música. Em 2018, lançou seu álbum de estreia Roro Says, com o single "Don’t Say" alcançando milhares de visualizações. Paralelamente, atuou como modelo e participou de campanhas publicitárias de marcas como Debonairs Pizza, Heineken (Desperados), Facebook Hack, Vodacom e Showmax.

## Vida pessoal
Rosemary nasceu e foi criada em Joanesburgo, África do Sul em uma família de sete filhos. Ela foi criada por sua mãe Blessings Zimu junto com seus 6 irmãos, incluindo Dj Themba (irmão) e Zanele Zimu (irmã). Após o ensino médio, ela obteve uma certificação em direito trabalhista e se tornou advogada.

## Filmografia
| Ano  | Título                  | Papel          | Notas                              |
| ---- | ----------------------- | -------------- | ---------------------------------- |
| 2014 | Champagne               | —              | Filme                              |
| 2018 | Wena Wedwa              | —              | Filme                              |
| 2018 | Isidingo                | Veronica       | Série da TV                        |
| 2019 | Shadow                  | Crystal        | Série da TV, participação especial |
| 2020 | Generations: The Legacy | Thembeka       | Série da TV                        |
| 2020 | Scandal!                | Lily Juice     | Série da TV, papel recorrente      |
| 2020 | The Queen               | Warona         | Série da TV, papel recorrente      |
| 2022 | Ayeye: Stripped         | Zoleka         | Série da TV                        |
| 2022 | Savage Beauty           | Zinhle Manzini | Série de TV                        |
| 2023 | My Brother's keeper     | Puseletso      | Série da TV                        |
| 2023 | Nine                    | Vivian Hadebe  | Filme                              |
| 2024 | Soft Love               | —              | Filme                              |
| 2024 | Happiness Is            | —              | Filme                              |

## Prêmios e indicações
| Lista de indicações                      | Lista de indicações | Lista de indicações | Lista de indicações                          | Lista de indicações                        | Lista de indicações | Lista de indicações |
| Prêmio / Festival de Cinema              | Ano                 | Destinatário        | Projeto                                      | Nomeação                                   | Resultado           | Ref.                |
| ---------------------------------------- | ------------------- | ------------------- | -------------------------------------------- | ------------------------------------------ | ------------------- | ------------------- |
| South African Film and Television Awards | 2023                | Ela mesma           | Savage Beauty (Quizzical Pictures e Netflix) | Golden Horn for Best Actress in a TV Drama | Indicado            | [ 23 ] [ 24 ]       |